# Csikéria
Csikéria là một thị trấn thuộc hạt Bács-Kiskun, Hungary. Thị trấn này có diện tích 25,81 km², dân số năm 2010 là 945 người, mật độ 37 người/km².